# Saturnia corpulenta
Saturnia corpulenta är en musselart som först beskrevs av Dall 1881.  Saturnia corpulenta ingår i släktet Saturnia och familjen Malletiidae. Inga underarter finns listade i Catalogue of Life.